# Секс і нічого особистого
«Секс і нічого особистого» — українська романтична кінокомедія 2018 року режисера Ольги Ряшиної, адаптація канадського фільму 2012 року «Мої бентежні сексуальні пригоди». У головних ролях знялися Роман Луцький, Наталя Мазур, Сергій Притула, та Анжеліка Ніколаєва.

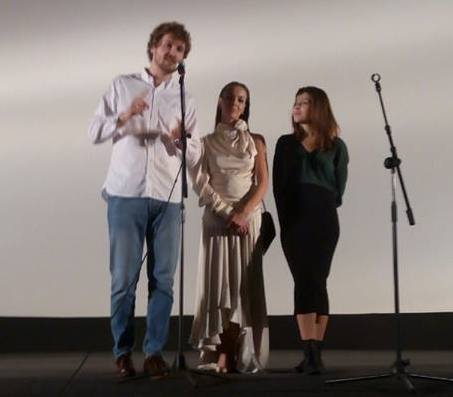
Актори фільму у Запоріжжі

Стрічка вийшла в широкий український прокат 20 грудня 2018 року.

## У ролях
| Актор              | Роль                   |
| ------------------ | ---------------------- |
| Роман Луцький      | Сергій                 |
| Анжеліка Ніколаєва | Діана                  |
| Наталя Мазур       | Леся                   |
| Сергій Притула     | Василь                 |
| Інна Островська    | Іринка                 |
| Оксана Гребенюк    | Раїса                  |
| Андрій Данилко     | поліцейський           |
| Інна Білоконь      | асистент поліцейського |

## Виробництво
Фільм знятий кінокомпанією «Star Media» за підтримки «Держкіно», яка оплатило половину бюджету стрічки. Автором сценарію стала команда Вар'яти-шоу: Сергій Притула, Володимир Жогло, Валентин Сергійчук, Володимир Ковцун та Віталій Тильний. Фільм є не прямою адаптацією канадського оригіналу, а адаптацією сценарію литовського рімейку 2015 року режисера Юліуса Пуліуса під назвою «Недосвідчений» (лит. Nepatyres).
Режисером картини виступила Ольга Ряшина. Зйомки відбулись у Празі, Києві та Львові. Дистриб'ютором виступила компанія «Ukrainian Film Distribution».

### Кошторис
Стрічка «Секс і нічого особистого» стала одним із переможців Десятого конкурсного відбору Держкіно. Загальний бюджет картини — 25.8 млн грн, з яких фінансова підтримка Держкіно склала 13 млн грн.

### Зйомки
Серед основних знімальних локацій фільму — Львів та Прага.

### Саундтрек
Офіційною «головною піснею» (англ. main theme) до фільму стала російськомовна пісня під назвою «Полураздета» (укр. Напівроздягнута) Макса Барських, яку було вперше представлено 18 липня 2018 року.
Англомовні композиції та композиції без слів
1. I See You — Mountain Breeze
2. Waves — Cepasa
3. Always Beautiful — Cepasa
4. Nothing At All — Brunettes Shoot Blondes
5. Unreal — Cepasa
6. FIRE — AIO
7. Daydreamer  — Koloah

Україномовні композиції
1. Сонячна — Сальто Назад
2. Колискова — KADNAY
3. Крейзі Нікіта — Panivalkova
4. У мене немає дому — Один в каное

Російськомовні композиції
1. Полураздета — Макс Барских
2. То, от чего без ума — Monatik
3. УВЛИУВТ — Monatik
4. Все, что мне нужно — Monatik

## Реліз
Спершу прем'єра фільму була запланована на 14 лютого 2019 року, проте згодом її перенесли на 20 грудня 2018 року.

## Відгуки кінокритиків
Фільм отримав переважно схвальні відгуки від українських кінокритиків, хоча певні аспекти фільму критикували. Зокрема кінокритики Олександр Ковальчук («Варіанти») та Тайлер Андерсон (Geek Journal) одним з найбільших недоліків фільму назвали присутність у ньому російськомовних пісень Макса Барського та Монатіка, які викликали дисонанс у глядача на фоні україномовності решти фільму.

## Нагороди та номінації
| Список нагород та номінацій | Список нагород та номінацій | Список нагород та номінацій     | Список нагород та номінацій | Список нагород та номінацій | Список нагород та номінацій |
| Кінофестиваль/Кінопремія    | Рік                         | Категорія                       | Номінант(и)                 | Результат                   | Дж                          |
| --------------------------- | --------------------------- | ------------------------------- | --------------------------- | --------------------------- | --------------------------- |
| Премія «Золота дзиґа»       | 19.04.2019                  | Найкращий актор у головній ролі | Роман Луцький               | Номінація                   | [ 19 ]                      |
| Премія «Золота дзиґа»       | 19.04.2019                  | Найкращий актор другого плану   | Сергій Притула              | Номінація                   | [ 19 ]                      |
| Премія «Золота дзиґа»       | 19.04.2019                  | Найкращий художник з костюмів   | Олена Гресь                 | Номінація                   | [ 19 ]                      |
| Премія «Золота дзиґа»       | 19.04.2019                  | Премія глядацьких симпатій      | Секс і нічого особистого    | Номінація                   | [ 19 ]                      |